# NTS motorsport
NTS Motorsport är ett team inom historisk racing.[källa behövs] NTS Motorsport grundades i Smålandsstenar på 1970-talet av Nils Thelin och Thomas Thelin, vilka är framgångsrika förare sedan en lång tid tillbaka.
Under tävlingssäsongen 2007 vann NTS Motorsport i respektive klass.
I Sverige har historisk racing blivit allt mer populärt och all historisk racing i Sverige är FIA-klassificerad och går under Svenska Bilsportförbundet. 
Under 2010–2013 har teamet mer riktat verksamheten mot rally. Idag kör de bilar som Fiat 131 Abarth vilken är omnämnd i många medier, bland andra "Bilsport" .  